# Otomesostomidae
Otomesostomidae är en familj av plattmaskar. Otomesostomidae ingår i ordningen Proseriata, fylumet plattmaskar och riket djur.
Otomesostomidae är enda familjen i ordningen Proseriata.